# Hidenori Mago
Hidenori Mago (真子 秀徳 Hidenori Mago?), född 3 augusti 1982 i Fukuoka prefektur, är en japansk fotbollsspelare.
Mago började sin karriär 2007 i Sagawa Shiga. 2009 flyttade han till Fagiano Okayama. Han avslutade karriären 2014.